# Campeonato Russo de Futebol de 2003
O Campeonato Russo de Futebol de 2003 foi o décimo segundo torneio desta competição. Participaram dezesseis equipes. O campeão se classifica para a Liga dos Campeões da UEFA de 2004-05. O vice e o terceiro colocados se classificam para a Copa da UEFA de 2004-05. Dois clubes caem e dois são ascendidos. Os clubes FC Anji Makhachkala e PFK Sokol Saratov foram rebaixados na temporada passada. 

## Participantes
| Equipe                       | Cidade           | Região                  | No ano anterior                                                       | Estádio                        | Capacidade | Títulos                                                 | Participações |
| ---------------------------- | ---------------- | ----------------------- | --------------------------------------------------------------------- | ------------------------------ | ---------- | ------------------------------------------------------- | ------------- |
| PFC CSKA Moscovo             | Khamovniki       | Moscovo                 | Vice Campeão                                                          | Estádio Lujniki                | 81.000     | 0 (não possui)                                          | 12            |
| Spartak Moscovo              | Presnensky       | Moscovo                 | Terceiro Lugar                                                        | Estádio Lujniki                | 81.000     | 9 (1992, 1993, 1994, 1996,1997, 1998, 1999, 2000, 2001) | 12            |
| Torpedo Moscovo              | Danilovsky       | Moscovo                 | Quarto Lugar                                                          | Estádio Lujniki                | 81.000     | 0 (não possui)                                          | 12            |
| Dínamo Moscovo               | Aeroport         | Moscovo                 | Oitavo Lugar                                                          | Estádio Dínamo de Moscou       | 36.540     | 0 (não possui)                                          | 12            |
| FC Alania Vladikavkaz        | Vladikavkaz      | Ossétia do Norte-Alânia | Décimo Segundo Lugar                                                  | Estádio Republicano do Spartak | 32.464     | 1 (1995)                                                | 12            |
| Lokomotiv Moscovo            | Preobrazhenskoye | Moscovo                 | Campeão                                                               | Estádio Lokomotiv de Moscou    | 30.000     | 1 (2002)                                                | 12            |
| FC Rotor Volgogrado          | Volgogrado       | Oblast de Volgogrado    | Nono Lugar                                                            | Estádio Central                | 32.120     | 0 (não possui)                                          | 12            |
| FC Krilia Sovetov Samara     | Samara           | Oblast de Samara        | Quinto Lugar                                                          | Estádio Metallurg              | 33.320     | 0 (não possui)                                          | 12            |
| FC Rostselmash Rostov do Don | Rostov do Don    | Oblast de Rostov        | Décimo Primeiro Lugar                                                 | Estádio Rostselmash            | 15.840     | 0 (não possui)                                          | 11            |
| FC Zenit São Petersburgo     | Petrogrado       | São Petersburgo         | Décimo Lugar                                                          | Estádio Petrovsky              | 21.570     | 0 (não possui)                                          | 9             |
| FC Saturn                    | Ramensky         | Oblast de Moscovo       | Sexto Lugar                                                           | Estádio Saturn                 | 16.8000    | 0 (não possui)                                          | 5             |
| FC Torpedo ZIL de Moscovo    | Danilovsky       | Moscovo                 | Décimo Quarto Lugar                                                   | Estádio Eduard Streltsov       | 14.274     | 0 (não possui)                                          | 3             |
| FC Uralan Elista             | Elista           | Calmúquia               | Décimo Terceiro Lugar                                                 | Estádio Uralan                 | 15.200     | 0 (não possui)                                          | 5             |
| FC Shinnik Iaroslavl         | Iaroslavl        | Oblast de Iaroslavl     | Sétimo Lugar                                                          | Estádio Shinnik                | 22.000     | 0 (não possui)                                          | 6             |
| FC Chernomorets Novorossisk  | Novorossisk      | Krai de Krasnodar       | Vice Campeão do Campeonato Russo de Futebol de 2002 - Segunda Divisão | Estádio Trud                   | 12.500     | 0 (não possui)                                          | 8             |
| FC Rubin Kazan               | Cazã             | Tartaristão             | Campeão do Campeonato Russo de Futebol de 2002 - Segunda Divisão      | Estádio Central de Cazã        | 28.500     | 0 (não possui)                                          | 1             |

## Regulamento
O campeonato foi disputado no sistema de pontos corridos em turno e returno em grupo único.  Ao final, dois são promovidos e dois são rebaixados.

## Primeira Fase
CSKA Moscovo foi o campeão e classificou-se para a Liga dos Campeões da UEFA de 2004-05.
Zenit e Rubin foram classificados para a Copa da UEFA de 2004-05 .
Uralan e Chernomorets foram rebaixados para o Campeonato Russo de Futebol de 2004 - Segunda Divisão.

## Campeão
| Campeão Russo de 2003      |
| -------------------------- |
| PFC CSKA Moscovo 1° Título |